# Laphystia limatula
Laphystia limatula är en tvåvingeart som beskrevs av Daniel William Coquillett 1904. Laphystia limatula ingår i släktet Laphystia och familjen rovflugor. Inga underarter finns listade i Catalogue of Life.